# Lijst van encyclieken van paus Benedictus XVI

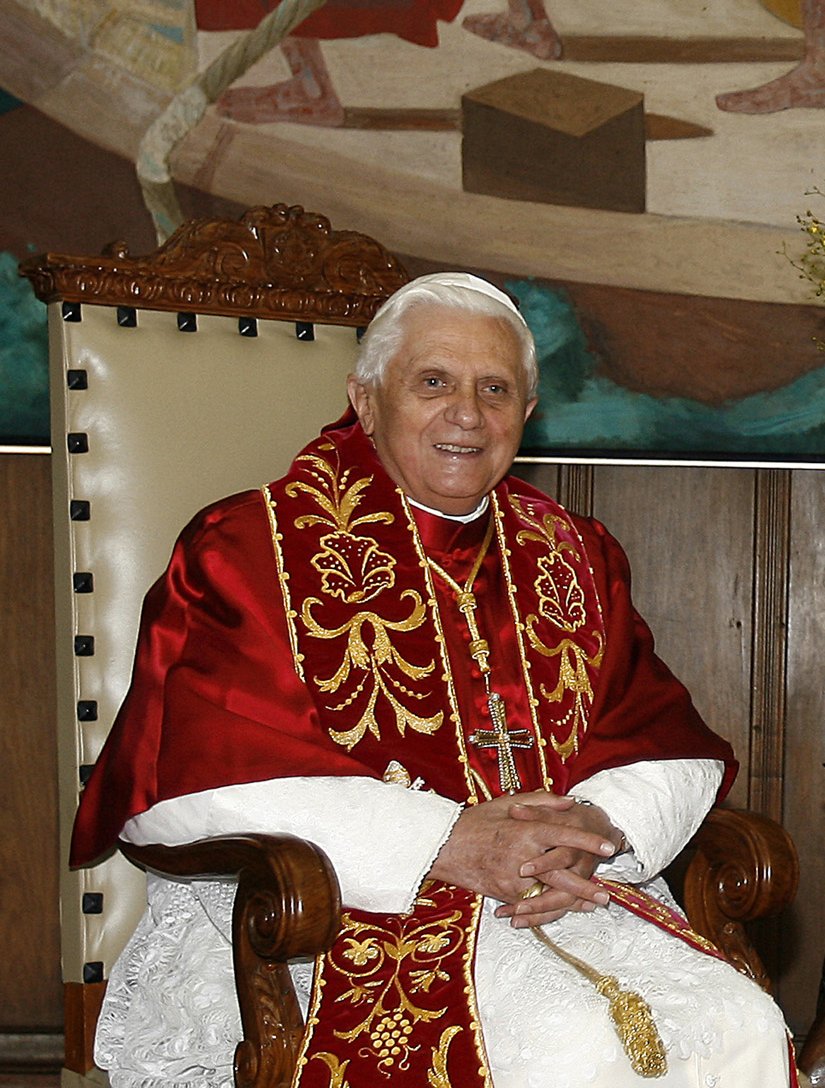
Benedictus XVI

Dit artikel bevat een lijst van de encyclieken van paus Benedictus XVI.
|    | Titel (Latijn)      | Onderwerp                             | Datum            |
| -- | ------------------- | ------------------------------------- | ---------------- |
| 1. | Deus caritas est    | Naastenliefde en Gods liefde          | 25 januari 2006  |
| 2. | Spe salvi           | De hoop                               | 30 november 2007 |
| 3. | Caritas in Veritate | Liefde in waarheid. Sociale encycliek | 29 juni 2009     |